# Si c'était vous ?
Si c'était vous  est une mini-série télévisée dramatique française en quatre épisodes, en noir et blanc, réalisés par Marcel Bluwal sur des scénarios de Marcel Moussy, et diffusés à partir du 1er octobre 1957 sur l'ORTF.

## Fiche technique
Sauf indication contraire, les informations mentionnées dans cette section peuvent être confirmées par la base de données cinématographiques IMDb,  présente dans la section « Liens externes ».
- Titre original : Si c'était vous ?
- Réalisation : Marcel Bluwal
- Scénario : Marcel Moussy et Marcel Bluwal
- Photographie : Roger Arrignon
- Musique : Dominique Paladilhe
- Casting :
- Montage :
- Décors : Jean-Jacques Gambut
- Production : Marcel Moussy et Marcel Bluwal
- Sociétés de production : ORTF
- Société de distribution : ORTF
- Chaîne d'origine : ORTF
- Pays d'origine :  France
- Langue originale : français
- Genre : Drame
- Durée :

## Distribution
- Yvette Étiévant : Jeanne
- Jacques Marin : M. Bernard
- Alain Nobis : l'avocat
- Jean Bertho : Frémont
- Jacques Aveline
- Lucien Barjon
- Patrick Maurin
- Arlette Didier
- Anne Doat
- Camille Fournier
- Catherine Gay
- Marius Laurey
- Pierre Massimi
- Silvia Solar
- André Valmy
- Nicole Berger : Michèle
- Jean Brochard : M. Perlot
- Claude Carliez : le garçon du snack
- Colette Castel : une étudiante
- Jacques Castelot
- Solange Certain : Suzanne
- Maurice Chevit : Fernand Clouard
- Yvonne Clech : Mme Mougin
- Renée Devillers : Mme Bargeron
- Anna Gaylor : Évelyne
- Jacques Gencel : le fils Malivoine
- Claude Joseph : Ourio
- Serge Lecointe : le copain de Manuel
- Charles Lemontier : le docteur
- Jean-Pierre Maurin : Manuel
- Jean-Claude Michel : Le Calvez
- Lucien Nat : M. Bargeron
- Line Noro : Mme Perlot
- Marcel Pérès : M. Malivoine
- Jacques Riberolles : Jacques
- Claude Rollet
- Albert Rémy : l'instituteur
- Jean Thévenot : lui-même, le présentateur

## Épisodes
1. Délinquance juvénile
2. Rien à louer
3. Étudiant en médecine
4. Jeune fille de province